# Albert Pintat Santolària
Albert Pintat Santolària (Sant Julià de Lòria, 23 de juny de 1943) és un polític andorrà, economista i empresari. Des de l'any 2005 fins al 2009 va ser el cap de govern d'Andorra. És llicenciat en Ciències Econòmiques per la Universitat Catòlica de Friburg, Suïssa. A més a més, des de novembre de 2005 fins a l'abril de 2009 va ser president del Partit Liberal d'Andorra, en substitució de Marc Forné i Molné, i succeït per Joan Gabriel i Estany.

## Càrrecs
- 2005-2009: cap del govern d'Andorra
- 2001-2004: ambaixador a Suïssa i al Regne Unit de Gran Bretanya i Irlanda del Nord
- 1997-2001: ministre de Relacions Exteriors
- 1995-1997: ambaixador d'Andorra al Benelux i a la Unió Europea
- 1986-1991: conseller general
- 1984-1985: secretari personal del cap de Govern Josep Pintat, responsabilitat en comerç exterior
- 1982-1983: cònsol menor de Sant Julià de Lòria

## Distincions honorífiques
Al llarg de la seva carrera política, Albert Pintat i Santolària ha rebut diversos honors i distincions, fruit de diversos mèrits personals i professionals.
Nacionals
- Cavaller de la Creu dels Set Braços, Principat d'Andorra (2024)[1]

- Fundador i President d'honor (Gran Mestre) de l'Orde de Carlemany, Principat d'Andorra (2007-2009).

Destaca en aquest àmbit per ser el Cap de Govern que creà l'Orde de Carlemany, la més alta condecoració del Principat d'Andorra de la qual fou President d'Honor (Gran Mestre), sense arribar a ostentar-ne les insígnies.
Estrangeres
- Gran Creu de l'Orde de l'Infant Dom Henrique, concedida pel President de la República Portuguesa l'any 2007.
- Gran Oficial de l'Orde de Sant Gregori el Gran, concedida per la Santa Seu l'any 2009.